# Xavier Desgrées du Loû
Xavier Marie Desgrées du Loû est un officier français, né le 13 mars 1860 à Vannes et mort pour la France le 25 septembre 1915 au Mesnil-lès-Hurlus, est un officier français de la Première Guerre mondiale.

## Biographie

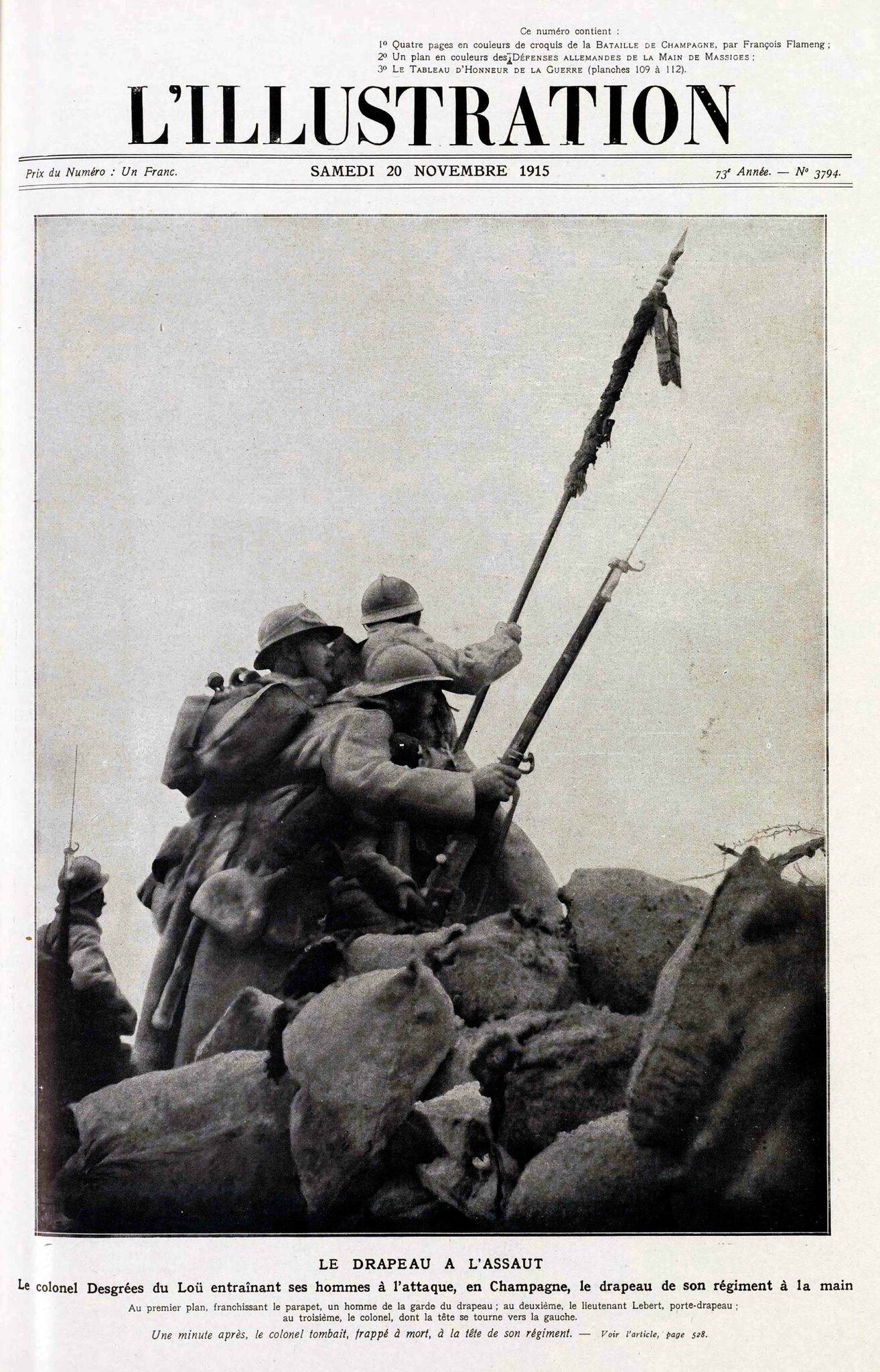
La célèbre photographie en une de L'Illustration. Desgrées du Loû, tenant le drapeau, regarde vers la gauche.

Il est le frère d'Emmanuel Desgrées du Loû.
Le colonel Desgrées du Loû est célèbre pour la photographie parue en une de L'Illustration du 20 novembre 1915, le montrant tenant le drapeau du 65e régiment d'infanterie, une minute avant sa mort,. Le colonel est enterré par les Allemands, avec les honneurs de la guerre, le 29 septembre. Sa tombe n'a jamais été retrouvée.
Une rue de Nantes porte son nom, la rue Colonel-Desgrées-du-Lou.

## Décorations
- Officier de la Légion d'honneur (11 juillet 1914)[4]
- Croix de guerre 1914-1918
- Médaille coloniale avec agrafe "Tunisie" et "Tonkin"
- Officier de l'Ordre royal du Cambodge
- Officier du Nichan Iftikhar
- Officier de l'ordre du Dragon d'Annam